# Fairwater (Torfaen)
Pour les articles homonymes, voir Fairwater.
Fairwater est une communauté du borough de comté de la Torfaen, au pays de Galles. Il s'agit d'une banlieue résidentielle de la ville de Cwmbran située à l'ouest du centre-ville.

## Démographie
Au recensement de 2011, la communauté de Fairwater comptait 11 632 habitants.